# Kirk McCarthy
Kirk McCarthy (Melbourne, 19 novembre 1960 – Ipswich, 15 agosto 2004) è stato un pilota motociclistico australiano.

## Carriera
Campione Australiano Superbike nel 1995 con una Honda RC45. Per quanto riguarda le competizioni del motomondiale ha preso parte ai Gran Premi della stagione 1997 alla guida inizialmente di una ROC Yamaha per passare ad una Yamaha nelle ultime tappe dell'anno, prendendo il via in 14 occasioni ed essendo classificato 21º al termine della stagione con 20 punti totali.
Per la maggior parte della sua carriera si è dedicato alle competizioni delle Superbike partecipando a diverse gare del campionato mondiale Superbike in varie occasioni, nel 1996 invece, disputa l'intera stagione come pilota titolare in sella ad una Suzuki. Chiude al tredicesimo posto in classifica piloti. Nel 1998 disputa cinque gare nella Supersport World Series in sella ad una Honda.
È deceduto proprio durante una competizione del campionato australiano Superbike il 15 agosto 2004 sul Queensland Raceway nelle vicinanze di Ipswich.

## Risultati in gara

### Campionato mondiale Superbike
| 1992 | Moto   |  |  |  |  |  |  |  |  |  |  |  |  |  |  |  |  |  |  |  |  |  |  |    |    |  |  | Punti | Pos. |
| ---- | ------ |  |  |  |  |  |  |  |  |  |  |  |  |  |  |  |  |  |  |  |  |  |  | -- | -- |  |  | ----- | ---- |
| 1992 | Suzuki |  |  |  |  |  |  |  |  |  |  |  |  |  |  |  |  |  |  |  |  |  |  | 17 | 15 |  |  | 1     | 75º  |

| 1994 | Moto  |  |  |  |  |  |  |  |  |  |  |  |  |  |  |  |  |  |  |  |  |   |   |  |  |  |  | Punti | Pos. |
| ---- | ----- |  |  |  |  |  |  |  |  |  |  |  |  |  |  |  |  |  |  |  |  | - | - |  |  |  |  | ----- | ---- |
| 1994 | Honda |  |  |  |  |  |  |  |  |  |  |  |  |  |  |  |  |  |  |  |  | 6 | 5 |  |  |  |  | 21    | 29º  |

| 1995 | Moto  |  |  |  |  |  |  |  |  |  |  |  |  |  |  |  |  |  |  |  |  |  |  |   |     |  |  | Punti | Pos. |
| ---- | ----- |  |  |  |  |  |  |  |  |  |  |  |  |  |  |  |  |  |  |  |  |  |  | - | --- |  |  | ----- | ---- |
| 1995 | Honda |  |  |  |  |  |  |  |  |  |  |  |  |  |  |  |  |  |  |  |  |  |  | 8 | Rit |  |  | 8     | 34º  |

| 1996 | Moto   |     |    |    |    |    |   |   |   |    |     |    |    |     |    |    |    |    |    |    |   |     |    |    |    |  |  | Punti | Pos. |
| ---- | ------ | --- | -- | -- | -- | -- | - | - | - | -- | --- | -- | -- | --- | -- | -- | -- | -- | -- | -- | - | --- | -- | -- | -- |  |  | ----- | ---- |
| 1996 | Suzuki | Rit | 12 | 13 | 14 | 10 | 9 | 8 | 8 | 14 | Rit | 10 | 13 | Rit | 10 | 13 | 10 | 17 | 18 | 14 | 9 | Rit | 15 | 10 | 15 |  |  | 81    | 13º  |

| 1999 | Moto   |  |  |  |  |  |  |  |  |    |     |     |    |  |  |  |  |  |  |  |  |  |  |  |  |  |  | Punti | Pos. |
| ---- | ------ |  |  |  |  |  |  |  |  | -- | --- | --- | -- |  |  |  |  |  |  |  |  |  |  |  |  |  |  | ----- | ---- |
| 1999 | Suzuki |  |  |  |  |  |  |  |  | 19 | Rit | Rit | 20 |  |  |  |  |  |  |  |  |  |  |  |  |  |  | 0     |      |

| Legenda | 1º posto        | 2º posto            | 3º posto           | A punti      | Senza punti        | Grassetto – Pole position Corsivo – Giro più veloce |
| Legenda | Gara non valida | Non qual./Non part. | Ritirato/Non class | Squalificato | '-' Dato non disp. | Grassetto – Pole position Corsivo – Giro più veloce |

### Motomondiale
| 1997 | Classe | Moto                |     |    |    |    |    |     |    |    |    |    |    |     |    |    |    | Punti | Pos. |
| ---- | ------ | ------------------- | --- | -- | -- | -- | -- | --- | -- | -- | -- | -- | -- | --- | -- | -- | -- | ----- | ---- |
| 1997 | 500    | ROC Yamaha e Yamaha | Rit | 16 | 15 | 14 | 17 | Rit | NP | 15 | 15 | 12 | 12 | Rit | 13 | 15 | 13 | 20    | 21º  |

| Legenda | 1º posto        | 2º posto            | 3º posto            | A punti      | Senza punti        | Grassetto – Pole position Corsivo – Giro più veloce |
| Legenda | Gara non valida | Non qual./Non part. | Ritirato/Non class. | Squalificato | '-' Dato non disp. | Grassetto – Pole position Corsivo – Giro più veloce |

### Campionato mondiale Supersport
| 1998 | Moto  |  |  |  |  |  |     |     |    |    |    |  | Punti | Pos. |
| ---- | ----- |  |  |  |  |  | --- | --- | -- | -- | -- |  | ----- | ---- |
| 1998 | Honda |  |  |  |  |  | Rit | Rit | 20 | 21 | 13 |  | 3     | 44º  |

| Legenda | 1º posto        | 2º posto            | 3º posto           | A punti      | Senza punti        | Grassetto – Pole position Corsivo – Giro più veloce |
| Legenda | Gara non valida | Non qual./Non part. | Ritirato/Non class | Squalificato | '-' Dato non disp. | Grassetto – Pole position Corsivo – Giro più veloce |